# Руський Ахматенер
Ру́ський Ахматене́р (рос. Русский Ахматенер, марій. Руш Ахматэҥер) — присілок у складі Сернурського району Марій Ел, Росія. Входить до складу Кукнурського сільського поселення.

## Населення
Населення — 1 особа (2010; 0 у 2002).